# 拓跋鄰
拓跋鄰，北魏追尊的第十三位始祖。為索頭部鮮卑族領袖，在位期間不詳，北魏道武帝拓跋珪稱帝時，追諡其為獻皇帝。

## 史料記載
《魏書·官氏志》記載拓跋鄰「七分國人，使諸兄弟各攝領之，乃分其氏。」又《魏書·序記》記載有神人告訴拓跋鄰：「此土荒遐，未足以建都邑。」建議部落遷徙。拓跋鄰當時已老，乃傳位予子拓跋詰汾。

## 現代考證
按鮮卑語中「推寅」係指「鑽研」之意，鮮卑部族歷來之遷徙策略，多出於拓跋推寅、拓跋鄰二人在位時期，故二人皆被呼為「推寅」。史家有將拓跋鄰稱作「第二推寅」、「第二個推寅」者。陳寅恪認為，拓跋鄰就是《三國志·魏志·鮮卑傳》參加東漢桓帝時鮮卑檀石槐部落聯盟的西部大人「日律推演」。

## 相关内容
河南长孙氏
| 前任： 威帝拓跋儈 | 北魏追尊先祖 索頭部鮮卑首領 | 繼任： 子·聖武帝拓跋詰汾 |